# Iqram Rifqi
Iqram Rifqi (* 25. Februar 1996 in Singapur), mit vollständigen Namen Iqram Rifqi Bin Mohd Yazid, ist ein singapurischer Fußballspieler.

## Karriere

### Verein
Iqram Rifqi erlernte das Fußballspielen in der National Football Academy in Singapur. Seinen ersten Vertrag unterschrieb er 2017 bei Home United. 2018 wurde er mit Home Vizemeister. Den Singapore Community Shield gewann er 2019. Im Spiel gegen Albirex Niigata (Singapur) gewann man im Elfmeterschießen. Im Februar 2020 wurde der Verein von Home United in Lion City Sailors umbenannt. Am 8. Januar 2021 wechselte er auf Leihbasis zum Ligakonkurrenten Geylang International. Für Geylang bestritt er sieben Erstligaspiele. Ende 2021 kehrte er nach der Ausleihe zu den Sailors zurück.  Im Februar 2022 gewann der mit den Sailors den Singapore Community Shield. Das Spiel gegen Albirex Niigata (Singapur) gewann man mit 2:1. Anfang 2021 wechselte er auf Leihbasis bis Saisonende zum Ligakonkurrenten Geylang International. Für Geylang bestritt er sieben Erstligaspiele. Nach der Ausleihe kehrte er wieder zu den Lion City Sailors zurück. Hier spielte er noch eine Saison. Zu Beginn der Saison 2023 unterschrieb er einen Vertrag beim ebenfalls in der ersten Liga spielenden Balestier Khalsa.

### Nationalmannschaft
Iqram Rifqi spielt seit 2019 in der Nationalmannschaft von Singapur. Sein Länderspieldebüt gab er am 14. November 2019 in einem Freundschaftsspiel gegen Katar.

## Erfolge
Lion City Sailors
- Singapore Community Shield: 2022